# Orthothecium filum
Orthothecium filum là một loài Rêu trong họ Hypnaceae. Loài này được (Müll. Hal.) Kindb. mô tả khoa học đầu tiên năm 1891.